# Dobrzyca (Rudki)
Dobrzyca (niem. Döberitz) – część wsi Rudki w Polsce, położona w województwie zachodniopomorskim, w powiecie wałeckim, w gminie Wałcz, nad rzeką Dobrzycą. Wchodzi w skład sołectwa Rudki.
Dobrzyca, jako wieś, założono w latach 50 XIX wieku.
W czasach Cesarstwa Niemieckiego (1870-1914) Dobrzyca była częścią Prus Zachodnich (niem. Westpreußen), wchodząc w skład rejencji Marienwerder (dziś Kwidzyn). Administracyjnie podlegała powiatowi Deutsch Krone (czyli dzisiejszemu Wałczowi) i urzędowi stanu cywilnego oraz administracji gminnej w miejscowości Wissulka (dziś Wiesiółka).
Była to miejscowość określona jako Forstgutsbezirk, czyli majątek leśny – teren leśny zarządzany niezależnie od sąsiednich gmin wiejskich, często z własnym zarządcą leśnym.
Miejscowość w czasach cesarstwa liczyła 55 mieszkańców i obejmowała:
- Leśnictwo Döberitz – oddalone o 9,6 km od poczty pomocniczej, z 6 mieszkańcami,
- Strażnicę leśną Döberitz – 7 mieszkańców,
- Osady i przysiółki takie jak: Hundsfier, Kronertier, Springberg, Babelsmühl, Zechendorf, Plietnitz – z liczbą mieszkańców w przedziale od 4 do 12.[5]

W trakcie II Wojny Światowej w dniach 5-8 lutego 1945 roku odbyła się w tym miejscu Bitwa o Dobrzycę, która była jednym z wielu starć o przełamanie Wału Pomorskiego, stanowiącego element ofensywy wojsk radzieckich i 1 Armii Wojska Polskiego w stronę Odry.
W okresie PRL znajdował się tam PGR. Funkcjonowały obory, stajnia oraz kuźnia podlegające Kombinatowi PGR w Karsiborze.  W końcowym okresie zostały wybudowane dwa bloki mieszkalne dla pracowników zakładu. Do lat 90 XX wieku wieś nosiła nazwę Dobrzyca Wielka.

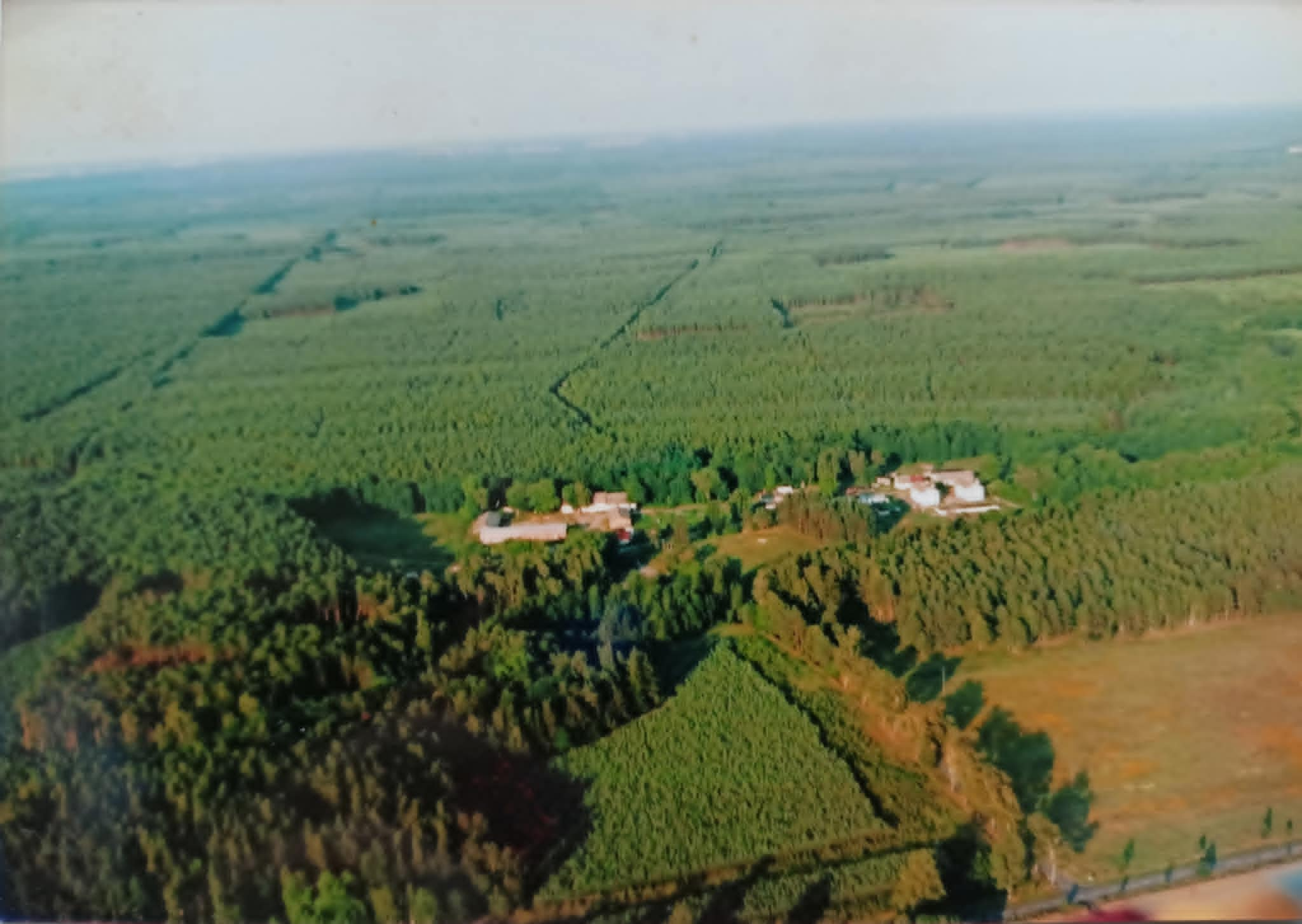
Dobrzyca z lotu ptaka (2004)

W latach 1975–1998 Dobrzyca administracyjnie należała do województwa pilskiego.
W Dobrzycy znajdował się pałac wybudowany w latach 50 XIX wieku. W okresie od września do grudnia 2016 roku został rozebrany jako popadający w ruinę pustostan.
Lasy znajdujące się dokoła należą do nadleśnictwa Wałcz.
We wrześniu 2015 roku został wybudowany nowy plac zabaw dla dzieci ze wsi.
100% mieszkańców to wyznawcy katolicyzmu.

## Demografia
| Opis      | Ogółem | Kobiety | Mężczyźni |
| --------- | ------ | ------- | --------- |
| jednostka | osób   | osób    | osób      |
| populacja | 120    | 69      | 51        |
| %         | 100%   | 57,5%   | 42,5%     |

Dane z maja 2017 roku. Na podstawie spisu ludności.